# Visimar
Visimar, o Wisimar, (? -335) fou un cap vàndal del segle IV de la tribu dels asdings. El coneixement històric de la seva figura és molt escàs per la manca de fonts històriques, que, en tot cas, el qualifiquen com a rei vàndal, el primer que ressenya la història. Els territoris sota el seu comandament ocupaven una part de la província romana de Dàcia (les actual Transsilvània i Hongria oriental arribant pel riu Tisza fins a Ucraïna). Va morir durant l'avenç del rei de Terviges Geberic, (got), l'any 335.